# 坂本勉 (トルコ学者)
坂本 勉（さかもと つとむ、1945年11月16日 - ）は、日本のトルコ史・中東史学者。慶應義塾大学名誉教授。

## 経歴
1945年、山梨県で生まれた。慶應義塾大学文学部東洋史専攻に入学し、前嶋信次、井筒俊彦らに師事した。1969年に同学部を卒業。同大学院文学研究科に進学し、1975年に博士課程を満期退学。
1974年、慶應義塾大学文学部助手に採用された。1976年から1978年までテヘラン大学、ケンブリッジ大学中東センターに留学。1981年に助教授昇進、1991年より教授。1987年から1989年まで日本学術振興会西アジア地域センター(アンカラ)派遣研究員およびアンカラ大学言語・歴史・地理学部講師としてトルコに滞在。1999年から2000年にもボアジチ大学文理学部訪問教授。2011年に慶応大学を定年退職し、名誉教授となった。

## 著書
著書
- 『トルコ民族主義』講談社現代新書 1996
- 『イスラーム巡礼』岩波新書 2000
- 『ペルシア絨毯の道 モノが語る社会史』山川出版社 2003
- 『トルコ民族の世界史』慶應義塾大学出版会 2006
  - 新版 2022年
- 『イスタンブル交易圏とイラン 世界経済における近代中東の交易ネットワーク』慶應義塾大学出版会 2015

共編・編著
- 『イスラーム復興はなるか』(新書イスラームの世界史 3) 鈴木董共編 講談社(現代新書) 1993
- 『近代日本とトルコ世界』池井優共編、勁草書房(慶應義塾大学地域研究センター叢書) 1999
- 『日中戦争とイスラーム 満蒙・アジア地域における統治・懐柔政策』編著、慶應義塾大学出版会(東アジア研究所叢書) 2008
- 『井筒俊彦とイスラーム　回想と書評』松原秀一共編、慶應義塾大学出版会 2012

論文
- 「井筒俊彦と前嶋信次：日本におけるイスラーム研究の源流を探る」『史学』79-4, 2010年, 421-頁PDF.
- 「イスラーム学事始めの頃の井筒俊彦」『史学』79-4, 2010年,422-438頁PDF.
- 「イランのタバコ・ボイコット運動とイスタンブル(上)」『史学』81-1,2, 2012年, 83-116頁PDF.
- 「イスラーム世界と帝国日本経済：戦間期の大阪・神戸の対中東向け綿製品の輸出貿易をめぐって」『経済史研究』21, 2018年, 37-65頁doi.
- Cinii(坂本 勉)